# Léo Rivest
Léo Rivest (* 2. Dezember 1913; † 24. Mai 1990) war ein kanadischer Schauspieler.

## Leben und Wirken
Rivest zählte neben Paul Desmarteaux, Paul Thériault, Jean Grimaldi zu den prominenten Vertretern des Cabaret und burlesken Theaters in Québec. Zunächst arbeitete er mit Olivier Guimond zusammen, dann trat er mehr als zwanzig Jahre im Duo mit Claude Blanchard zusammen auf. Er wirkte in mehreren Fernsehserien mit (Le bonheur des autres, 1965–67; Symphorien, 1970–77; Les Moineau et les Pinson, 1982–85) und trat als er selbst in Jean-Claude Labrecques Film Le frère André (1987) auf.